# Елизабет Рудинеско
Елизабет Рудинеско (на френски: Élisabeth Roudinesco) е френски историк и психоаналитик, професор по история в Университета Париж-VII: Дени Дидро. Трудовете ѝ са преведени на повече от тридесет езика.

## Биография
Родена е на 10 септември 1944 година в Париж, Франция. Майка ѝ, Жени Вайс, е педиатър и психоаналитик, а баща ѝ, Александре Рудинеско, е лекар. Завършва средното си образование в колежа „Севине“ в Париж, след което записва хуманитарни науки, специалност лингвистика в Сорбоната. Ръководител на магистърската ѝ дипломна работа в Университета Париж VIII е Цветан Тодоров. По-късно защитава докторска дисертация със заглавие „Inscription du désir et roman du sujet“ под ръководството на Жан Льовайан и Мишел Фуко в същия университет.
От 1969 до 1981 г. е член на Парижката фройдистка школа, основана от Жак Лакан, където получава психоаналитична школовка. Междувременно е член и на редакторския борд на „Revue Poétique“ (1969 – 1979). Пише за френските национални ежедневници „Либерасион“ (1986 – 1996) и „Монд“ (от 1996 г.)

## Позиция за брачно равенство
От 1997 г. Рудинеско заема активна позиция в подкрепа на правото на еднополови двойки да осиновяват деца. По време на обществения дебат във Франция за въвеждане на брачно равенство между еднополови и разнополови двойки, тя се изказва твърдо в подкрепа на отварянето на брачната институция за еднополови двойки. За Рудинеско дискурсът на противниците на брачното равенство е „от патологичен характер“.